# Zebřička pestrá
Zebřička pestrá (Taeniopygia castanotis) , též zebřička šedá nebo také pásovník šedý je dnes nejrozšířenějším a nejznámějším druhem astrildovitých ptáků ve střední části Austrálie. Je populární také jako klecový pták.

## Popis
Ozývá se zvuky připomínajícími pískání hračky. Dorůstá 10 cm, samec je pestře zbarven, má rezavé tváře, jemně vlnkovanou hruď oddělenou od bílého bříška černou podkovou a kaštanové boky s jemnými bílými tečkami. Samice je oproti němu méně pestrá. Obě pohlaví mají černobílou uzdičku, černobíle pruhovaný ocas a oranžově červený zobák a nohy. Mladí jsou zbarveni jako samice ale mají černý zobák a nohy. Byla vyšlechtěna řada barevných mutací, například bílá, černolící nebo stříbrná.

## Výskyt
Vyskytuje po celém australském kontinentě pouze s výjimkou nejchladnějších a příliš vlhkých oblastí na severu a jihu. Člověkem však byla zavlečena i na Portoriko a do Portugalska. Obývá širokou škálu krajin, nejhojněji se však vyskytuje ve stepích s roztroušeným porostem stromů a keřů, areál často zasahuje do těsné blízkosti lidských obydlí. Ptáci žijí v hejnech a dlouho se obejdou bez vody. 
Příbuzný druh zebřička ostrovní (Taeniopygia guttata) byla dříve považována za poddruh zebřičky pestré. Obývá Malé Sundy a pravděpodobně se vyvinula ze zebřiček žijících v Austrálii, které sem byly z pevniny odváty přes oceán během Pleistocénu.

## Chov
Pro chov zebřiček je vhodná jak voliéra, tak klec. Druh je snášenlivý a nenáročný, vhodný i pro začínajícího chovatele. Minimální rozměry klece pro pár jsou 70 × 40 × 50 cm. Venkovní voliéra by měla mít vnitřní zálet jako úkryt před nepřízní počasí, kam se mohou zebřičky ukrýt na noc. Vzhledem k družnosti zebřiček by se nikdy neměly chovat jednotlivě, vždy minimálně ve dvojici.
Jako krmení zebřiček se hodí různé druhy prosa a předložené klasy běžných obilovin a trav, z nichž si samy vyloupou semena. Další důležitou součástí jejich stravy je ovoce a zelenina, zejména jablka, salátová okurka, strouhaná mrkev, banány, hrozny, hlávkový salát. Nenahraditelným zdrojem minerálů jsou rozdrcené vaječné skořápky kura domácího. Dále mají v oblibě ptačinec žabinec, pampelišku, sedmikrásku a kokošku pastuší tobolku, dále pomněnku, řeřišnici, jitrocel, řebříček, šťovík a pelyněk černobýl. Z většiny zmíněných rostlin sbíráme pouze semeníky s polozralými semeny.
Ke hnízdění je vhodné předložit pletenou kukaň nebo budku o rozměrech 15 × 15 × 15 cm a materiál na stavbu hnízda – například seno a bavlněná vlákna. Samice snese nejčastěji pět vajec, na kterých sedí 14 až 16 dní. Mladé zebřičky opouštějí hnízdo po 17 až 18 dnech, potravu jsou schopny samy přijímat ve věku 35 dní a sociálně jsou závislé na rodičích do věku 36 až 50 dní, ve kterém se vyvíjí šat dospělých. Páry tvoří ve věku 80 dnů, kdy také pohlavně dospívají. Obvykle žijí 5 až 9 let, ale mohou dosáhnout věku až 12 let. 

## Galerie

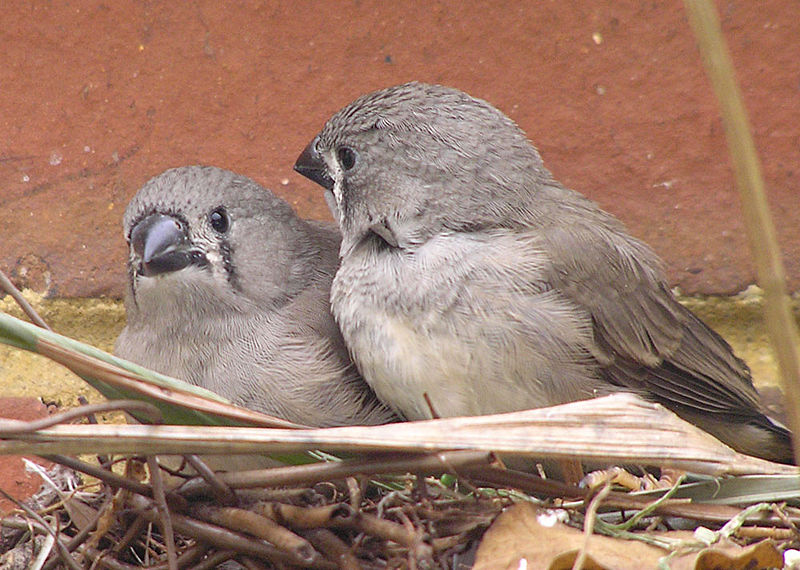
mláďata
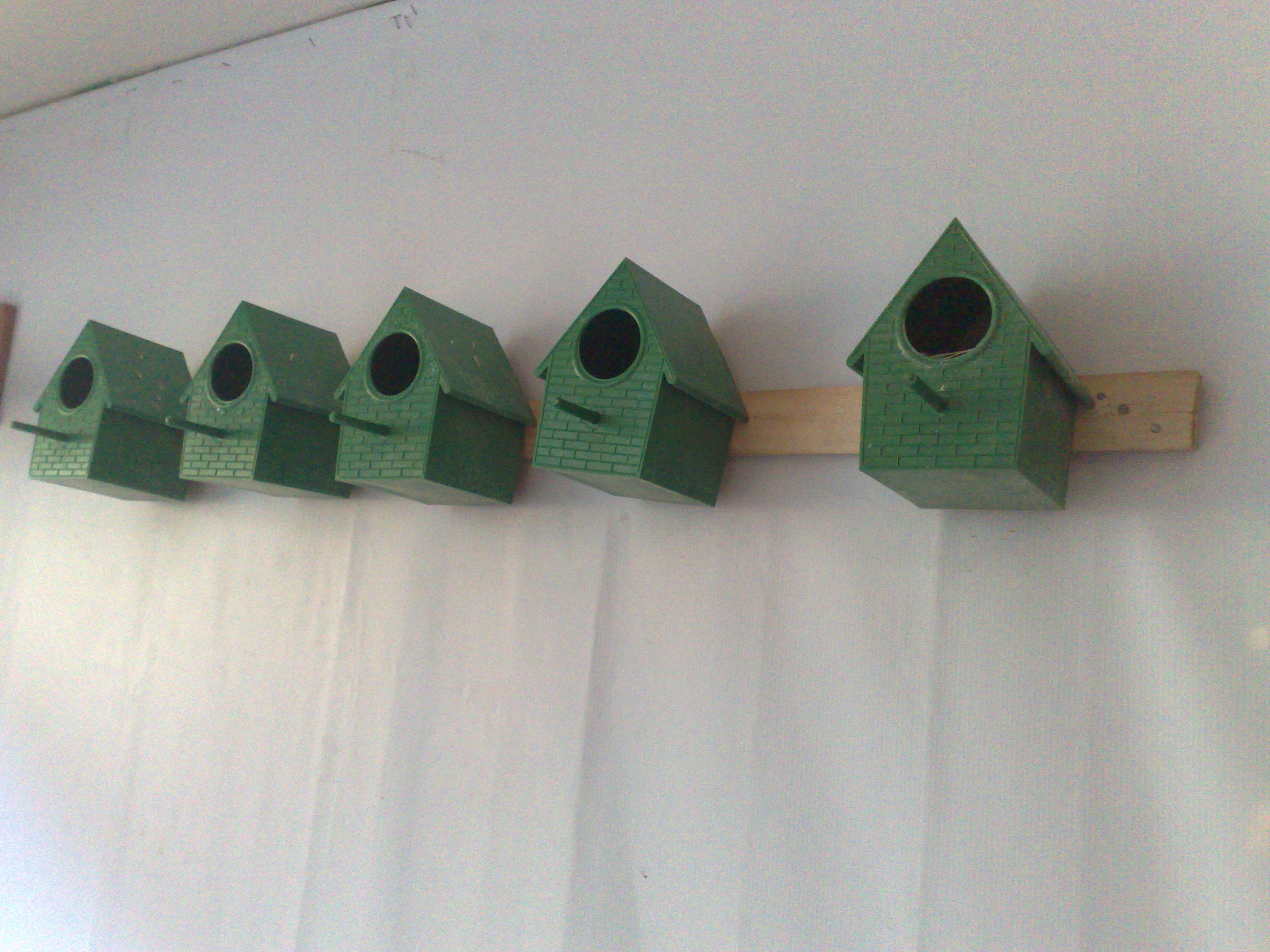
budky